# Ruch „Tylko Król Jakub”

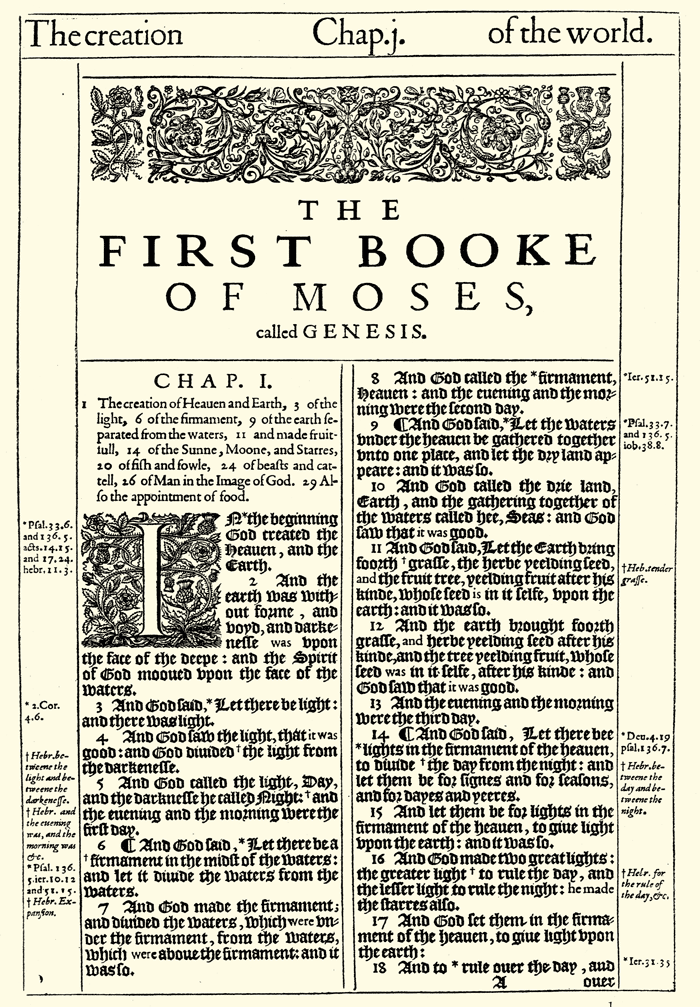
Pierwsza strona w edycji KJV z 1611

Ruch  „Tylko Król Jakub” (ang. King-James-Only Movement) – fundamentalistyczny ruch protestancki działający w krajach anglojęzycznych. Jego zwolennicy posługują się jedynie Biblią króla Jakuba (King James Version; KJV) i odrzucają inne współczesne przekłady nieoparte o Textus receptus (z łac. tekst przyjęty).
Ruch przyjmuje kilka stopni akceptacji Biblii króla Jakuba:
- Tylko KJV, która traktowana jest jako równie natchniona co oryginał
- Akceptacja przekładów korzystających z tego samego tekstu oryginalnego, jak KJV (Tekst masorecki dla ST i Textus receptus dla NT), np. tłumaczenia Jay P. Greena: Literal Version, Modern King James Version i KJ3, niemieckie Schlachter 2000, hiszpańska Reina Valera Gomez 2004, portugalska Almeida Corrigida Fiel oraz polska Biblia gdańska/Uwspółcześniona Biblia gdańska.
- Akceptacja takich adaptacji KJV jak: King James 2000 Roberta A. Courica, American King James Version Michaela Petera Engelbrite'a.

Zwolennicy ruchu sprzeciwiają się tłumaczom współczesnych przekładów Biblii, którzy używają innych tekstów.